# Quentin Antognelli
Quentin Antognelli (* 15. August 1994 in Monaco) ist ein monegassischer Ruderer. Als Mitglied der Société Nautique de Monaco begann er bereits in jungen Jahren mit dem Rudersport, inspiriert durch seinen Vater Jean-Louis Antognelli, Präsident im monegassischen Ruderverband. Seine sportliche Laufbahn führte ihn zu zahlreichen internationalen Erfolgen, darunter Teilnahmen an Weltmeisterschaften und den Olympischen Spielen. Neben seiner sportlichen Karriere absolvierte er ein Masterstudium in Business Management an der Oxford Brookes University, einer Institution mit starkem Bezug zum Rudersport.

## Leben und Ausbildung
Quentin Antognelli wurde 1994 in Monaco geboren. Seine Verbindung zum Rudersport wurde durch seine Familie geprägt. Sein Vater Jean-Louis Antognelli war Sportdirektor der Société Nautique de Monaco und ist heute Präsident der Fédération Monégasque du Sport Aviron, dem monegassischen Ruderverband.
Mit 14 Jahren begann Quentin Antognelli, im Küstengewässer des Mittelmeers vor Monaco mit einigen Freunden zu rudern; das Küstenrudern gilt als Wildwasservariante des Ruderns. Seine formale Ausbildung führte ihn nach England, wo er an der renommierten Oxford Brookes University studierte. Im Jahr 2021 schloss er sein Masterstudiums in Business Management ab. Das Ruderprogramm der Universität bietet umfassende Unterstützung durch professionelle Trainer, moderne Trainingsmethoden sowie Zugang zur Bootflotte des Oxford Brookes University Boat Clubs und weiteren sportlichen Einrichtungen. Durch diese Infrastruktur erfuhr Antognelli eine maßgebliche Förderung seiner sportlichen Leistungen.

## Sportliche Karriere

### Frühe Jahre
Antognellis Ruderkarriere begann bereits in jungen Jahren. Mit nur 10 Jahren debütierte er 2004 in Italien beim Piediluco Students National Day. Diese frühe Erfahrung auf dem Lago di Piediluco legte den Grundstein für seine weitere sportliche Entwicklung. Im Jahr 2008 erreichte er in Varese im 2x (Doppelzweier) mit Federico Garibaldi den zweiten Platz.
Ein wichtiger Meilenstein in seiner frühen Karriere war der Sieg bei den französischen Meisterschaften im Jahr 2010, wo er zusammen mit Raffaele Daniele antrat. Im Jahr 2012 gewann er zusammen mit Pierre Houin, der später 2016 Olympiasieger wurde, das Junior Men Double Sculls B Finale während des fünften Tages der FISA Rowing World Senior & Junior Championship in Plowdiw, Bulgarien.
Im Jahr 2011 vertrat er erstmals die monegassische Flagge bei den Eton Junior Championships. 2013 nahm er zum ersten Mal am Pôle France Aviron teil und hatte die Gelegenheit, mit Mathias Raymond, einem olympischen Ruderer aus Monaco, zu trainieren.

### Internationale Wettbewerbe
Antognellis internationale Karriere erfuhr im Jahr 2015 einen bedeutenden Aufschwung, als er im Männer-Einer (M1x) den Hoffnungslauf 3 bei den Weltmeisterschaften auf dem Lac d’Aiguebelette im Savoyen gewann. Im selben Jahr errang er in Lima gemeinsam mit Giuseppe Alberti, mit dem er für Monaco antrat, die Goldmedaille bei den FISA Coastal Rowing Weltmeisterschaften.
Ein Jahr später, 2016, gewann das gleiche Team eine Bronzemedaille im Männer-Doppelzweier (CM2x) beim Finale der Coastal-Weltmeisterschaften in Monaco. Bei den Rudermeisterschaften 2018 in Shanghai belegte Antognelli den sechsten Platz. Im selben Jahr nahm er an den Ruder-Weltmeisterschaften in Plowdiw teil und erreichte den fünften Platz im Finale D.
In den folgenden Jahren setzte Antognelli seine Teilnahme an internationalen Wettbewerben fort. Bei den Weltmeisterschaften 2022 in Račice u Štětí, Tschechien, erreichte er den ersten Platz im Finale E im Einer der Männer und bei den Europameisterschaften im selben Jahr in München den zweiten Platz im Finale B. Im Jahr 2023 belegte er den vierten Platz im Finale C bei den Weltmeisterschaften auf dem Tangeumsee in Chungju, Südkorea, und den sechsten Platz im Finale C bei den Europameisterschaften in Sevilla.

### Olympische Spiele
Ein bedeutender Wendepunkt in Antognellis Karriere war die Teilnahme an den Olympischen Spielen. Seine erste Qualifikation für die Olympischen Spiele 2020 in Tokio, die wegen der COVID-19-Pandemie 2021 ausgetragen wurden, erfolgte über eine Wildcard. Diese Nominierung kam, nachdem er bei der europäischen Qualifikationsregatta im April 2021 in Varese nicht direkt qualifizieren konnte.
Bei den Olympischen Spielen 2020 in Tokio war Antognelli Fahnenträger für Monaco bei der Eröffnungsfeier. Im Einer-Wettbewerb erreichte er den 15. Platz und wurde damit nach der Tischtennisspielerin Yang Xiaoxin der zweite monegassische Qualifikant für diese Spiele.
Für die Olympischen Spiele 2024 in Paris erhielt Monaco erneut eine Wildcard im Einer der Männer. Antognelli nutzte diese Chance und verbesserte sein Ergebnis im Vergleich zu Tokio. Er erreichte bei den Olympischen Spielen 2024 den 19. Platz, indem er das D-Finale, welches zur Ermittlung der Plätze 19 bis 24 diente, gewann. Sein Wettkampf begann mit einem vierten Platz im Vorlauf mit einer Zeit von 7:02,15 Minuten. Im Hoffnungslauf konnte er sich mit einem ersten Platz (7:10,00 Minuten) für das Viertelfinale qualifizieren. Dort erreichte er den fünften Platz (6:58,89 Minuten) und kam ins Halbfinale C/D. Nach einem fünften Platz im Halbfinale trat er im D-Finale an, das er mit einer Zeit von 6:54,93 Minuten gewann.